# 石勒石理介
石勒石理介（学名：Rockallia shyleii）为粗面介科石理介屬下的一个种。